# 量子ドット太陽電池
量子ドット太陽電池（りょうしどっとたいようでんち）は、量子ドットを使用して光から電気に変換する太陽電池。

## 概要
従来の太陽電池では半導体材料固有のバンドギャップにより光から電気への変換に適した波長が限られており、太陽光の一部の波長しか有効に利用されてこなかった。量子ドット太陽電池は有効に利用できる波長が従来の太陽電池よりも増やせるので理論効率が75%に達し、従来の半導体を使用した太陽電池よりも高効率化が期待される。従来63%とされてきた理論変換効率が、2011年4月には、量子ドットの新規構造を導入することで、75%にまで到達できる可能性が判明した。量子ドット中に電子を閉じ込めることで生じる量子サイズ効果などの量子効果により従来の太陽電池では吸収することのできなかった波長の光や、高エネルギーの光を有効に利用することで変換効率を高めることが可能。

## 用途
従来の太陽電池の用途の代替が考えられる。

## 原理
PN接合の半導体を用いる点では従来の太陽電池と同じであるものの、その接合部にナノメートルサイズのバンドギャップエネルギーの小さい半導体層をバンドギャップエネルギーの大きい層で挟んだ電子または正孔が落ち込みやすいエネルギーの構造である量子井戸構造を形成して微小なドットを規則正しく配置する事により、接合部に発生するバンドギャップに、中間バンドと呼ばれる踊り場のような位置(エネルギー準位)を発生させることが可能なため高効率化が可能になる。

## 特徴
- 理論変換効率は75%程度。
- 量子ドットは製造が困難。
- シリコンだけでなく硫化鉛等、各種の半導体に適用可能。